# Конте, Кевуллай
Кевуллай Конте (англ. Kewullay Conteh; 31 декабря 1977, Фритаун) — сьерра-леонский футболист, выступающий на поле в качестве защитника.

## Клубная карьера
Конте родился и вырос в Фура-Бей, районе Фритауна, Сьерра-Леоне. Конте впервые приехал в Италию в ноябре 1995 года, присоединившись к Аталанте. До этого он находился в шведской команде «Кафе Опера» (сейчас ФК Весби Юнайтед"). Он провёл два матча в составе «Аталанты» в Серии А, дебютировав 20 апреля 1996 года в матче против «Фиорентины» 0:1. После того он ненадолго возвращается в Швецию, затем в январе 1998 года присоединяется к команде Серии В «Кьево», где он проводит 3 сезона в составе летающих ослов, до тех пор, пока в 2000 году не подпишет контракт с «Венецией». После двух сезонов в «Венеции», год в Серии В, год в Серии А, Конте с многими другими игроками по ряду причин покидает «Венецию».
В 2002 году он становится игроком «Палермо», где появляется на поле с переменным успехом, и всё же именно здесь он проводит лучшие годы своей карьеры. С «Палермо» он выступает в Кубке УЕФА. Забивает гол в ворота Пражской «Славии».
Летом 2006 года на правах аренды переходит в «Аталанту», за которую из-за травмы сыграет всего одну игру. В 2007 году он расторгает контракт с «Палермо» и подписывает однолетнее соглашение с «Альбинолеффе». В июне 2008 года, не договорившись с новыми условиями, покидает команду, но всё же в августе возвращается вновь, и проводит с «Леффе» ещё один сезон. Летом 2009 года подписывает контракт с «Гроссето».
Кевуллай Конте регулярно вызывается в расположение Национальной Команды Сьерра-Леоне.